# Trey Spruance

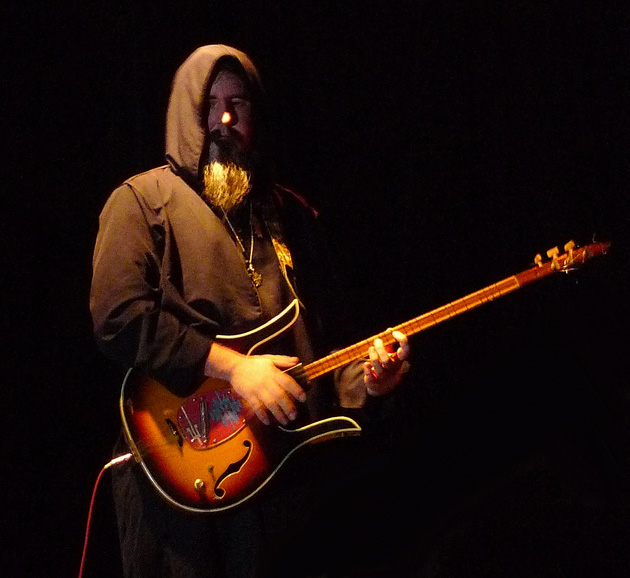
Beim Konzert der Secret Chiefs 3 (2009).

Preston Lea „Trey“ Spruance III (* 14. August 1969) ist ein US-amerikanischer Multiinstrumentalist, Komponist und Produzent. Er spielt in vielen verschiedenen experimentellen Rock-, Metal- und Jazz-Projekten E-Gitarre, Keyboards sowie eine Reihe von Saiten- und Perkussionsinstrumenten.

## Leben und Wirken
Spruance wuchs in Eureka (Kalifornien) auf. Seine Karriere begann Mitte der 1980er Jahre in der experimentellen Avantgarde-Rock-Band Mr. Bungle, die er zusammen mit Mike Patton und Trevor Dunn gründete. 1991 erschien bei Warner das Debütalbum der Gruppe. Als Jim Martin, der Gitarrist von Faith No More, deren Sänger Patton seit 1988 war, die Gruppe 1993 verließ, sprang Spruance für das Album King for a Day… Fool for a Lifetime ein. Sein Spiel prägte das 1995 veröffentlichte Album, er verließ die Band allerdings noch vor der darauffolgenden Tour wieder. Seither arbeitete Spruance an zahlreichen Nebenprojekten, darunter Faxed Heat und The Three Doctors, und war weiterhin an Aufnahmen von Mr. Bungle beteiligt. 1996 gründete er mit Dunn und Danny Heifetz sein wichtigstes und bekanntestes Projekt, Secret Chiefs 3. In den 1990er Jahren begann seine gelegentliche Zusammenarbeit mit John Zorn (u. a. als Weird Little Boy mit Zorn und Patton).
Er gilt als „einer der meist unterschätzten, vielseitigsten und experimentierfreudigsten Rock-Gitarristen der Moderne“.
Spruance ist Eigentümer der Musiklabels Mimicry Records. Auf vielen der dort veröffentlichten Alben ist er Produzent.

## Diskografische Hinweise
- John Zorn Elegy (1992, Eva Records)
- The Three Doctors Band Back to Basics – Live (1994, Amarillo Records)
- Faith No More King for a Day, Fool for a Lifetime (1995, Slash)
- Plainfield She’s Not My Daughter, She’s My Wife! (1997, Crippled Dick Hot Wax!)
- Faxed Heat Exhumed at Birth (1997, Amarillo Records)
- Weird Little Boy Weird Little Boy (1998, Avant)
- Asva Futurist’s Against the Ocean (2005, Web of Mimicry)